# 稚内公園
稚内公園（わっかないこうえん）は、北海道稚内市にある公園。

## 概要
市街地を一望できる高台に位置しており、隣接する森林公園（稚内森林公園キャンプ場）と合わせて約100ヘクタールが市民の憩いの場になっている。道北の桜の名所として5月中旬頃にエゾヤマザクラやヤエザクラなどが咲く。観光地としてトリップアドバイザーによる「2015エクセレンス認証」を受賞している。
2018年（平成30年）、稚内公園からの夜景は「日本夜景遺産」に登録された。

## 歴史
- 1954年（昭和29年）：開園[2]。
- 1956年（昭和31年）：「南極学術探検隊樺太犬訓練所」が設置され[9]、約8ヶ月間に渡る訓練を行う[10]。
- 1960年（昭和35年）：「観測樺太犬訓練記念碑」建立[2]
- 1961年（昭和36年）：「樺太犬供養塔」建立[2]
- 1963年（昭和38年）：「樺太島民慰霊碑」（氷雪の門）、「九人の乙女の像」建立[2]。
- 1969年（昭和44年）：「行幸啓記念碑」建立[2]
- 1974年（昭和49年）：こどもの国開園（1998年閉園）[2]
- 1975年（昭和50年）：稚内公園ロープウェイ完成（2006年廃止）[2][11]
- 1978年（昭和53年）：稚内市開基百年記念塔・北方記念館、稚内市北方植物園完成[2]。稚内市公園スキー場オープン（2006年廃止）
- 1988年（昭和63年）：ゲストハウス氷雪完成[2]
- 1989年（平成元年）：「教学の碑」建立[12]
- 1998年（平成10年）：稚内公園風力発電所稼働[13]
- 1999年（平成11年）：稚内市公園スキー場ジャンプ台解体[2]
- 2006年（平成18年）：風力発電を利用した燃料電池システム導入[2]。

## 施設
北方記念館前の展望台までと氷雪の門前には、夜になると埋められた石が淡く輝く「光る遊歩道」がある。
開基百年記念塔・北方記念館・北方植物園
- 稚内市北方植物園は、2007年（平成19年）結成の特定非営利活動法人（NPO法人）「稚内山野草同好会」が植物園再生に向けた活動を続けている[14]。

文芸の小径
- 稚内市民や稚内にゆかりのある人物の俳句、短歌、川柳の句碑が並んでいる[5]。

ゲストハウス氷雪
- 風力発電を利用した足湯がある[5][15]。

南極観測樺太犬訓練記念碑・樺太犬供養塔
- 南極での物資輸送にイヌぞりを使用するため、樺太犬たちは稚内公園で訓練を受けてから南極へ出発した[5]。その功績を称えた記念碑と南極で亡くなったイヌたちを慰める供養塔を隣り合って建立している[5]。

樺太島民慰霊碑（氷雪の門）
九人の乙女の碑
行幸啓記念碑
- 1963年（昭和38年）に昭和天皇・香淳皇后が稚内を訪れ、九人の乙女の悲話の感銘を詠んだ御製・御歌を刻んでいる[16]。

教学の碑　
- 樺太師範学校の記念碑。

短歌の道
- 北門神社裏の登り口から氷雪の門までの全長約500 mの坂道には、稚内市内の短歌愛好家の歌碑がある[5]。

稚内霊苑
- 稚内市の霊園。

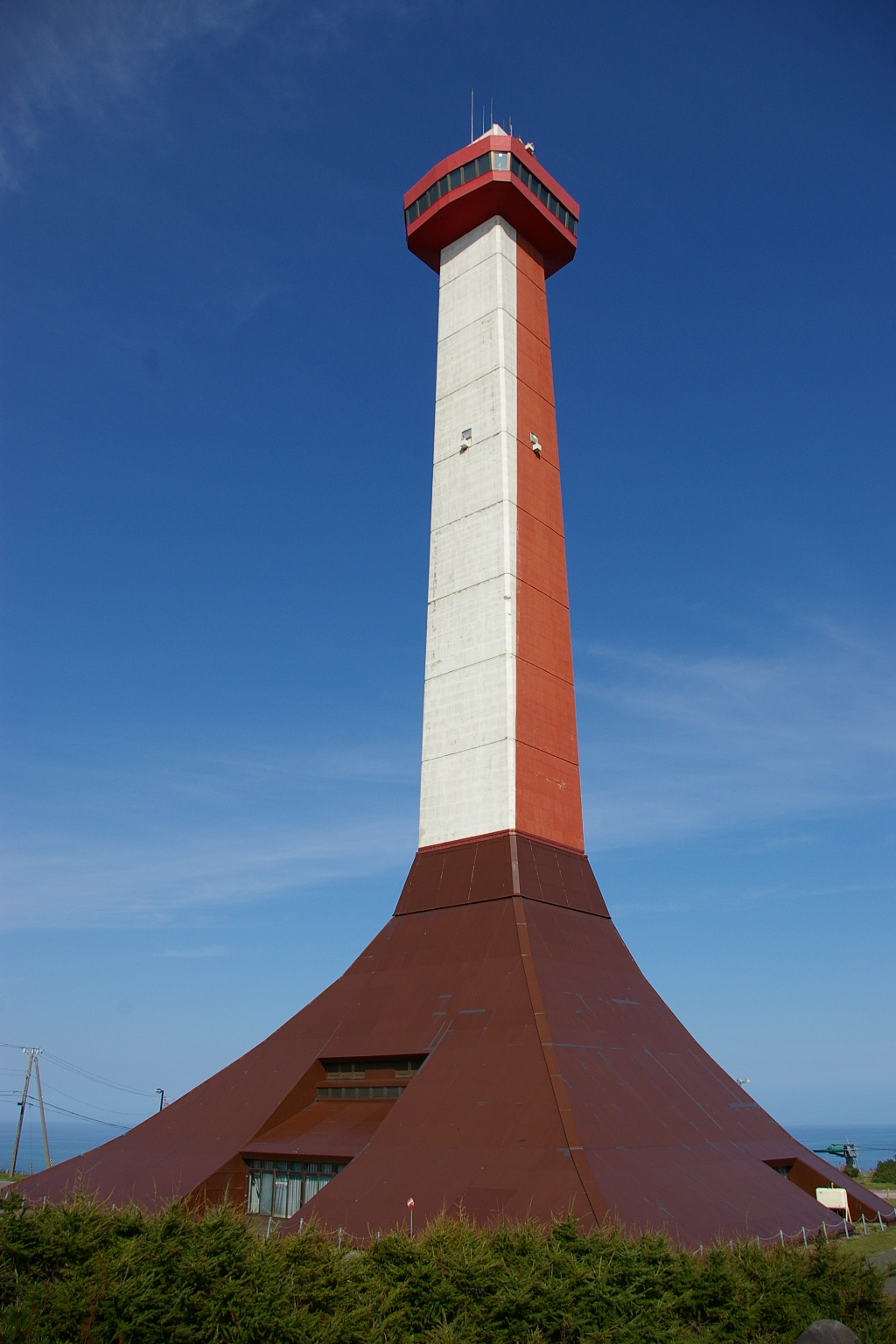
開基百年記念塔・北方記念館（2006年10月）
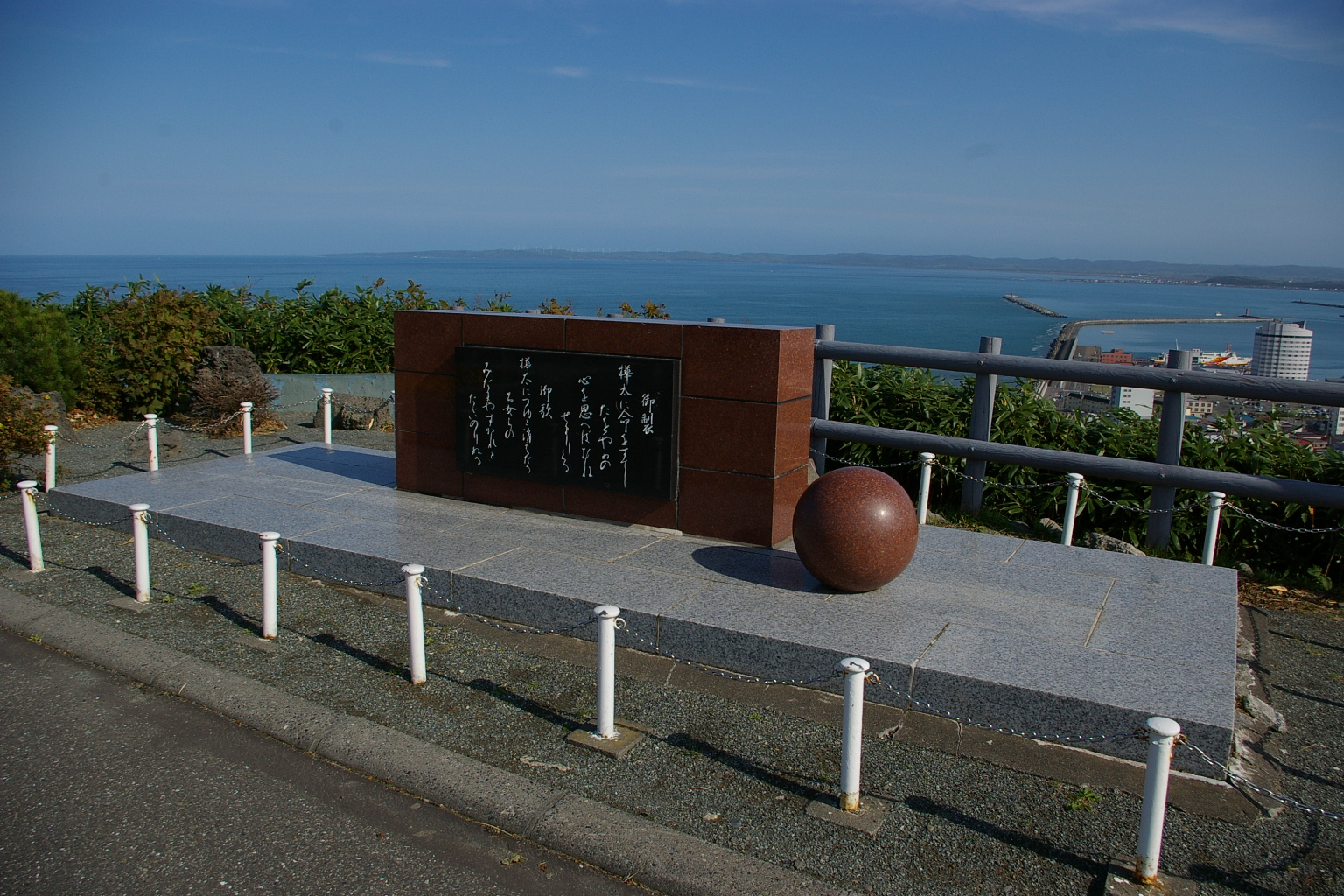
行幸啓記念碑（2006年10月）
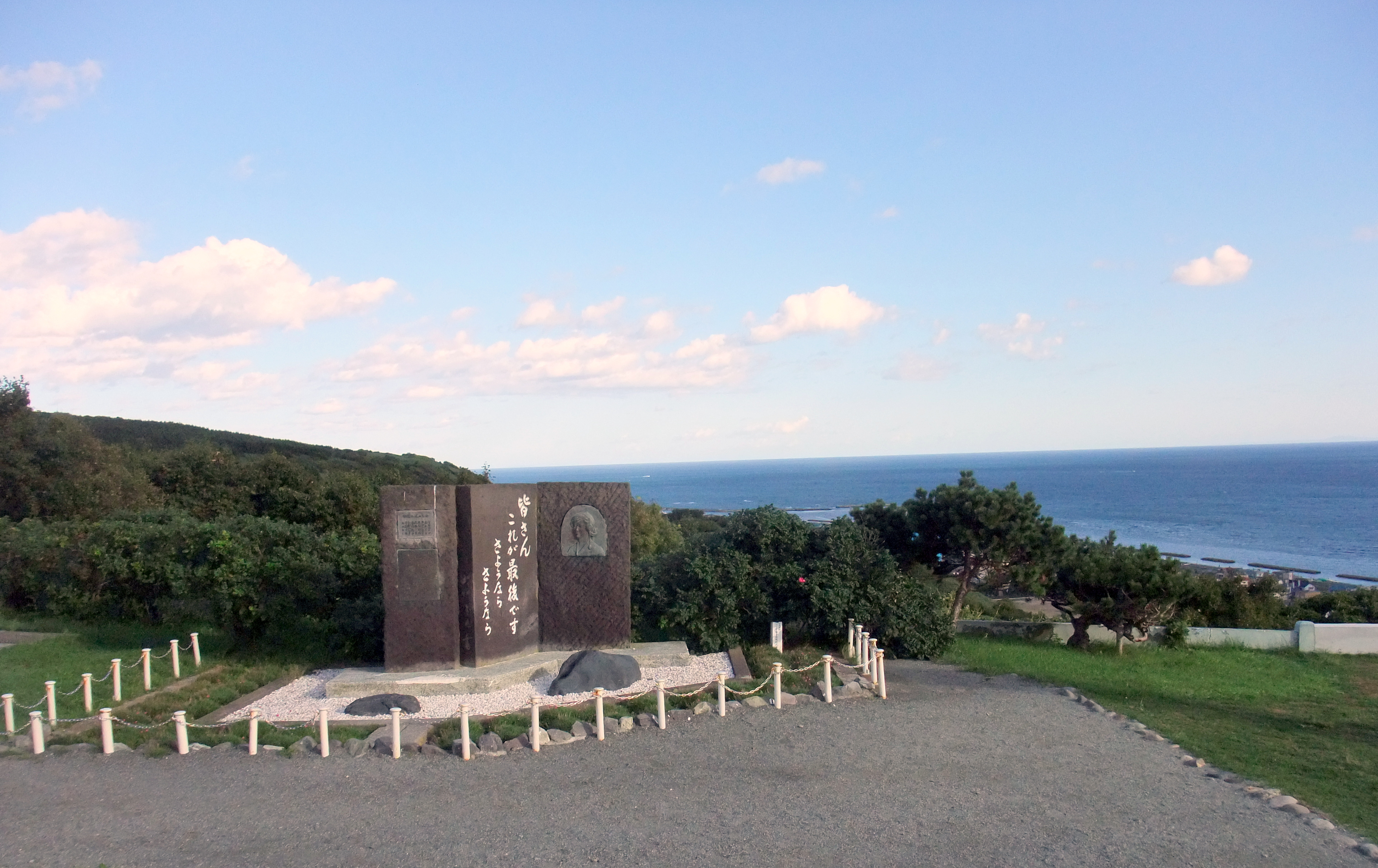
九人の乙女の像（2011年9月）

## 祭事・催事
- 南極樺太犬慰霊祭（8月上旬）[17]
- 氷雪の門・九人の乙女の碑平和祈念祭（8月20日）[18]

## 参考資料
- “稚内公園” (PDF). 稚内市公式観光ガイドブック.  稚内市・稚内観光協会. 2017年7月31日閲覧。
- 「稚内公園 〜魅力再発見〜」（PDF）『広報わっかない』、稚内市、2017年、2017年7月31日閲覧。